# هايدي كروز
هايدي كروز (بالإنجليزية: Heidi Cruz)‏ هي مصرفية الاستثمار ‏ أمريكية، ولدت في 7 أغسطس 1972 في سان لويس أوبيسبو في الولايات المتحدة.